# Souleymane Sangaré
Souleymane Sangaré (ur. 20 sierpnia 1969) – malijski piłkarz grający na pozycji obrońcy. W swojej karierze rozegrał 11 meczów w reprezentacji Mali.

## Kariera klubowa
W swojej karierze piłkarskiej Sangaré grał w rodzimym AS Real Bamako oraz egipskich Aswan SC (1994-1996) i Dina Farms FC (1997-2002).

## Kariera reprezentacyjna
W reprezentacji Mali Sangaré zadebiutował 5 stycznia 1994 roku w zremisowanym 1:1 towarzyskim meczu z Burkiną Faso, rozegranym w Bamako. W 1994 roku został powołany do kadry na Puchar Narodów Afryki 1994. Na tym turnieju zagrał w czterech meczach: grupowych z Tunezją (2:0) i z Zairem (0:1), półfinałowym z Zambią (0:4) oraz o 3. miejsce z Wybrzeżem Kości Słoniowej (1:3). Od 1994 do 1999 rozegrał w kadrze narodowej 11 meczów.